# 老爷山石佛龛
老爷山石佛龛，位于中国河北省邯郸市临水镇，为邯郸市峰峰矿区的一个省级文物保护单位，类型为摩崖造像，公布时间为1993年7月15日。
老爷山石佛龛的历史年代为宋代。